# M'Hamid El Ghizlane
M'Hamid El Ghizlane  (in arabo امحاميد الغزلان‎?) è un centro abitato e comune rurale del Marocco situato nella provincia di Zagora, regione di Drâa-Tafilalet. Conta una popolazione di 7 590 abitanti (censimento 2014).
 M'Hamid El Ghizlane significa letteralmente "la pianura delle gazzelle".

## Clima
Il luogo in questione è caratterizzato da un clima desertico con altissime temperature che in estate toccano i 45 °C e, al contrario, che in inverno scende fino a 0 °C.

## Storia
In passato, M'Hamid El Ghizlane era un luogo di serenità e di rifugio per i Nomadi. Infatti, l'architettura offre loro un riparo contro le calamità naturali (es. tempeste di sabbia).
In questo territorio è presente anche un Mausoleo: il Mausoleo di Sidi Allal ben Jbira, che secondo la tradizione del luogo sarebbe arrivato con un'alluvione del fiume Draa.
M'Hamid El Ghizlane era una tappa per i commercianti trans-sahariani. I primi uomini ad arrivare dal Deserto del Sahara nell'XI secolo  furono gli Almoravidi. I famosi "uomini blu" si chiamano così perché il loro corpo si colorava di indaco (colore delle vesti) quando entrava a contatto con il sudore. Sono poi muniti di un turbante sempre di colore blu, che ha una doppia funzione: protezione contro il vento e le tempeste di sabbia e il caldo del sole.